# Liste der Kreisstraßen im Landkreis Oder-Spree

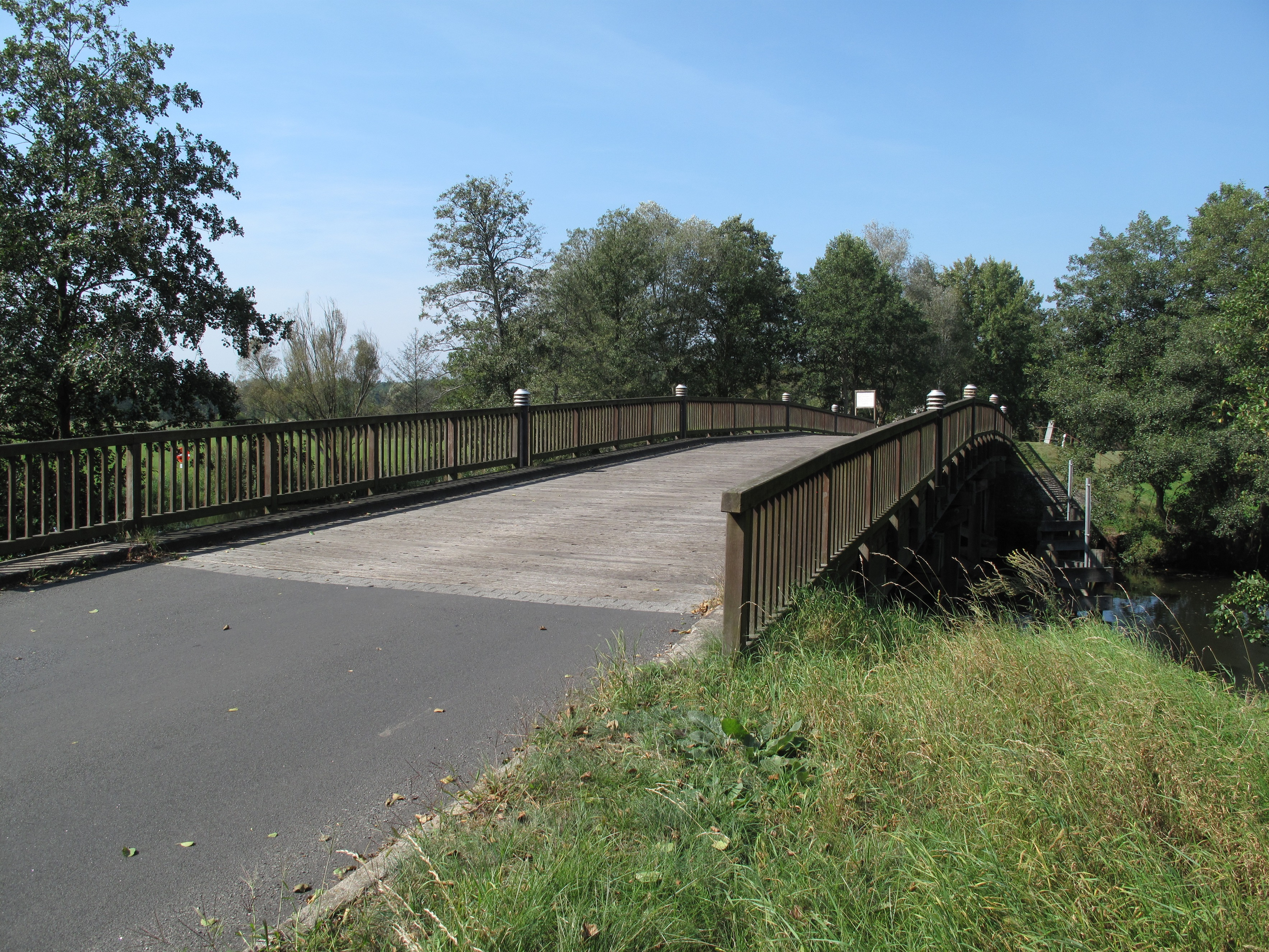
K 6726 auf der Spreebrücke Werder

Die Liste der Kreisstraßen im Landkreis Oder-Spree ist eine Auflistung der Kreisstraßen im brandenburgischen Landkreis Oder-Spree.

## Abkürzungen
- K: Kreisstraße
- L: Landesstraße

## Liste
Die Kreisstraßen behalten die ihnen zugewiesene Nummer nicht bei einem Wechsel in einen anderen Landkreis oder in eine kreisfreie Stadt. Nicht vorhandene bzw. nicht nachgewiesene Kreisstraßen werden in Kursivdruck gekennzeichnet, ebenso Straßen und Straßenabschnitte, die unabhängig vom Grund (Herabstufung zu einer Gemeindestraße oder Höherstufung) keine Kreisstraßen mehr sind.
Der Straßenverlauf wird in der Regel von Nord nach Süd und von West nach Ost angegeben.
| Nr.    | Verlauf |
| ------ | --- |
| K 6702 | L 45 in Steinsdorf – Coschen – Neiße |
| K 6704 | L 452 – Schwerzko – Streichwitz – |
| K 6708 | L 37 – Fünfeichen – L 43 in Diehlo |
| K 6709 | in Fünfeichen – Kieselwitz – L 43 |
| K 6714 | in Krügersdorf – Reudnitz – L 435 in Groß Briesen |
| K 6715 | in Beeskow – Kummerow – Leißnitz |
| K 6718 | in Ragow – Merz – L 435 in Mixdorf |
| K 6720 | L 411 in Neubrück (Spree) – Neuhaus bei Neubrück (Spree) – Biegenbrück – L 435 in Müllrose |
| K 6722 | in Groß Rietz – Birkholz – in Bornow |
| K 6723 | L 443 in Tauche – Stremmen – in Ranzig |
| K 6726 | L 42 in Limsdorf – Schwenow – Werder – Kreisgrenze – (K 6118 im Landkreis Dahme-Spreewald) |
| K 6727 | in Lindenberg – L 422 in Falkenberg |
| K 6728 | Drahendorf – Sauen – K 6730 – Görzig – L 411 |
| K 6730 | K 6728 in Görzig – L 411 |
| K 6732 | L 37 in Biegen – Gemeindegrenze Biegen |
| K 6734 | L 38 in Briesen (Mark) – Oder-Spree-Kanal – … – Neubrück (Spree) Nord – L 411 in Neubrück (Spree) |
| K 6735 | L 38 in Falkenberg bei Fürstenwalde – K 6736 – L 384 in Wilmersdorf |
| K 6736 | L 384 – Alt Madlitz – L 38 |
| K 6737 | L 36 – Hasenfelde – in Arensdorf |
| K 6740 | in Steinhöfel – Gölsdorf – K 6741 in Buchholz bei Fürstenwalde/Spree – … – L 36 in Steinhöfel – Demnitz – L 38 |
| K 6741 | K 6740 in Buchholz bei Fürstenwalde/Spree – /L 36 in Fürstenwalde/Spree |
| K 6744 | L 412 in Reichenwalde – Dahmsdorf – L 246 in Wendisch Rietz |
| K 6746 | – Selchow – Schwerin |
| K 6747 | L 23 in Neu Stahnsdorf – Alt Stahnsdorf – L 40 |
| K 6748 | K 6747 – L 40 in Kummersdorf |
| K 6749 | L 23 in Storkow (Mark) – Reichenwalde – K 6744 – K 6750 – L 412 in Dorf Saarow |
| K 6750 | L 361 in Kolpin – L 412 in Reichenwalde |
| K 6751 | L 36 in Markgrafpieske – Briesenluch – L 361 in Kolpin |
| K 6753 | Braunsdorf – L 36 |
| K 6755 | Freienbrink – L 23 in Spreeau |
| K 6756 | /L 45 – (Herabstufung eines Abzweigs der B 112 für etwa 400 m bis zur Kreisgrenze) |
| K 6757 | (K 6153 im Landkreis Dahme-Spreewald) – Kreisgrenze – ohne Abzweig einer klassifizierten Straße – Kreisgrenze – (K 6153 im Landkreis Dahme-Spreewald) – Kreisgrenze – ohne Abzweig einer klassifizierten Straße – Kreisgrenze – (K 6153 im Landkreis Dahme-Spreewald) |